# Sognefoged
En sognefoged var før Kommunalreformen i 1970 en af amtmanden udpeget person som var autoriseret til at udøve en begrænset politimyndighed. 
Fra 1873 til 1924 havde sognefogeden endvidere til opgave at føre tyendeprotokollen. Heri blev alle tjenestefolk registreret, når de flyttede til eller fra sognet. Samtidig påtegnede han den pågældendes skudsmålsbog. Før 1873 blev denne funktion varetaget af sognepræsten, der førte kirkebogens til- og afgangslister. Efter 1924 overgik funktionen til folkeregisteret.
De fleste sognefogedembeder er i dag forsvundet, men ordningen har fået lov at bestå på en række småøer, hvor det ordinære politi ikke kan komme frem hurtigt og gribe ind over for for eksempel husspektakler eller foretage bevissikring i forbindelse med færdselsuheld. Mange sognefogeder assisterer desuden politiet med udlændingekontrol. Sognefogederne har ingen særlig uddannelse, og de har ikke videre beføjelser til at efterforske og forhindre kriminalitet, end almindelige borgere har. Sognefogederne oppebærer en symbolsk løn på mellem 1.200 og 4.000 kr. om året. Der er i dag omkring 17 sognefogeder i Danmark.
Sognefogeden må ikke forveksles med sognerådsformanden.